# Orlando Apollos
Gli Orlando Apollos sono una franchigia professionistica di football americano con sede a Orlando Florida, che gioca nella Alliance of American Football dalla stagione 2019. La franchigia disputa le sue gare allo Spectrum Stadium

## Storia
Il 7 aprile 2018, la prima squadra della nuova lega, Orlando, annunciò che Steve Spurrier, ex vincitore dell'Heisman Trophy e allenatore nella NFL, sarebbe stato il suo capo-allenatore. Il 30 settembre furono annunciati il nome, "Apollos", e il logo.
Il roster definitivo di 52 uomini fu annunciato il 30 gennaio 2019. La prima partita della squadra fu in casa contro gli Atlanta Legends il 9 febbraio 2019, vincendo per 40–6.